# Алоїз II
Алоїз II (нім. Alois II), ім'я при народженні Алоїз Йозеф Марія Йоганнес Баптіста Йоакім ФІліп Неріус фон унд цу Ліхтенштейн (нім. Alois II. Josef Maria Johannes Baptista Joachim Philipp Nerius von und zu Liechtenstein; 26 травня 1796 — 12 листопада 1858) — 11-й князь Ліхтенштейну в 1836—1858 роках, син попереднього князя Ліхтенштейну Йоганна I та ландграфині Марії Йозефи Фюрстенберг-Вайтра.

## Біографія
Алоїз народився 26 травня 1796 року у Відні. Він був третьою дитиною та старшим сином в родині кронпринца Ліхтенштейну Йоганна та його дружини Марії Йозефи Фюрстенберг-Вайтра. Хлопчик мав старших сестер Леопольдіну та Кароліну. Згодом у нього з'явилося одинадцятеро молодших братів та сестер.
Країною в цей час правив його бездітний дядько Алоїз I. Після смерті того у 1805 році престол перейшов до Йоганна.
Юний Алоїз отримав прекрасну освіту під наглядом французького емігранта абата Вернера. Історію йому викладав Фрідріх Шлегель, економіку — професор Леопольд Траутманн. Навчання принц завершив мандрівкою по Італії, Швейцарії, Англії та Шотландії. Подорож останніми вкрай зачарувала юнака. Згодом побачене він намагався впроваджувати на власних землях.. У віці 35 років принц Алоїз побрався із графинею Францискою Кінські фон Вхініц унд Теттау у день її 18-річчя. Весілля відбулося 8 серпня 1831 у Відні. За три роки у подружжя народився первісток — дівчинка, яку нарекли Марія. Всього ж у пари було 11 дітей, які всі досягли свідомого віку.
Незадовго до свого 40-річчя Алоїз став правлячим князем Ліхтенштейну. Він був першим володарем, який відвідав свої ліхтенштейнські землі (у 1842 та 1847 роках). При ньому був прийнятий гімн країни та заснована військова нагорода князівства Ліхтенштейн.
28 липня 1838 року він був присутнім на коронації королеви Вікторії.
В політиці притримувався консервативних поглядів. Після хвилі європейських революцій був змушений у 1848 році підписати більш ліберальну конституцію, але через три роки анулював її і повернувся на позиції абсолютизму. У 1848—1849 роках був членом Моравської провінційної асамблеї. У Франкфуртських національних зборах Ліхтенштейн представляв Петер Кайзер, завдяки дипломатичним ходам якого вдалося уникнути кровопролиття в країні.
Алоїз активно займався господарською діяльністю. Заснував першу в імперії сільськогосподарську школу і з 1849 по 1858 рік очолював Віденське Сільськогосподарське Товариство. Був членом 74 різних гуманітарних, наукових та промислових товариств, жертвував значні суми на благодійність. Проводив успішні аграрні реформи. Дбав про впровадження нових методів виробництва у своїх маєтках.
За нього відбувалося сприяння розвитку шовківництва та бджільництва, проводилися виставки домашньої худоби, видавалась наукова газета з лісівництва, були встановлені премії для садівників. Був проведений комплекс заходів, що знизив ризик повеней у країні.
У 1852 році князь підписав вигідний Митний договір з Австрією, що дуже пожвавило економіку.
У 1846—1858 роках був перебудований палац Ледніце, комплекс доповнили французькі сади та великий парк. У східному крилі будівлі зробили теплицю та квітковий зал. Замковий театр користувався великою популярністю, оскільки в ньому грали віденські актори.
Як вихователя для своїх дітей Алоїз запросив німецького історика Якоба фон Фальке. Разом з ним та за допомогою художника Фрідріха фон Амерлінга князь оновив свою галерею мистецьких творів. Все, що не відповідало його уявленням про якість, було вибраковано, відіслано в інші палаци або продано. На виручені кошти були куплені нові твори. Рудольфу фон Альту була замовлена серія видів будинків, що належали родині у Відні і Моравії. Амерлінг також малював портрети дітей Алоїза. Загалом князь мав товариські відносини з цілою низкою тогочасних художників.
Правителя не стало у віці 62 років 12 листопада 1858 в його моравських володіннях. Похований у крипті дому Ліхтенштейнів у Вранові.

## Родина

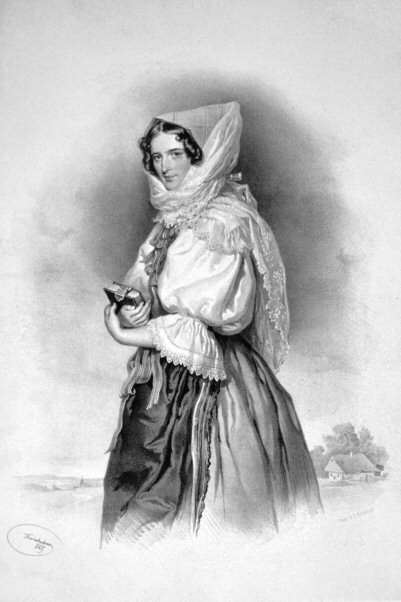
Франциска Кінські на літографії Йозефа Крігубера, 1849

Дружина — графиня Франциска Кінські фон Вхініц унд Теттау.
Діти:
- Марія (1834—1909) — дружина графа Фердинанда фон Траутмансдорффа-Вайнсберга, мала шестеро дітей;
- Кароліна (1836—1885) — дружина князя Александра фон Шенбурга-Гартенштайна, мала шестеро дітей;
- Софія (1837—1899) — дружина 6-го князя Льовенштайн-Вертхайм-Рошфор Карла, мала восьмеро дітей;
- Алоїзія (1838—1920) — дружина графа Генріха фон Фюнфкірхена, дітей не мала;
- Іда (1839—1921) — дружина князя Адольфа Йозефа Шварценберга, мала дев'ятеро дітей;
- Йоганн (1840—1929) — наступний князь Ліхтенштейну 1858—1929 роках, одруженим не був, дітей не мав;
- Франциска (1841—1858) — одружена не була, дітей не мала;
- Генрієтта (1843—1931) — дружина принца Альфреда Ліхтенштейнського, мала десятеро дітей;
- Анна (1846—1924) — дружина князя Георга Крістіана з Лобковіц, мала дванадцятеро дітей;
- Терезія (1850—1938) — дружина принца Баварії Арнульфа, мали єдиного сина, що загинув у Першій світовій;
- Франц (1853—1938) — князь Ліхтенштейну 1929—1938 роках, був одруженим із Ельзою фон Гутманн, дітей не мав.

Франциска пережила чоловіка майже на чверть століття і пішла з життя взимку 1881 за правління свого старшого сина.

## Нагороди
- Орден Золотого руна № 931 (Австрійська імперія).